# Судан
Суда́н (араб. السودان‎, англ. Sudan), полное название — Респу́блика Суда́н (араб. جمهورية السودان‎ Джумхурийат ас-Судан, англ. Republic of Sudan) — государство, расположенное на северо-востоке Африки. Граничит с Египтом на севере, Ливией — на северо-западе, Чадом — на западе, Центральноафриканской Республикой — на юго-западе, Южным Суданом — на юге, c Эритреей и Эфиопией — на юго-востоке. На северо-востоке омывается водами Красного моря.
До разделения на Судан и Южный Судан являлся крупнейшей по территории африканской страной (площадь составляла 2 530 397 км2); ныне занимает третье место после Алжира и Демократической Республики Конго.
Столица — город Хартум. Население Судана на июль 2015 года — 40 234 882 человека. Официальными языками являются суданский арабский и английский. Большинство населения исповедует ислам.

## Этимология
Топоним происходит от названия природной области Судан, простирающейся к югу от пустыни Сахара. Полная арабская форма этого названия bilād as-sūdān (بلاد السودان), что означает «страна чёрных». Название обусловлено тем, что этот регион был зоной соприкосновения арабов с чернокожим населением Африки.

## География

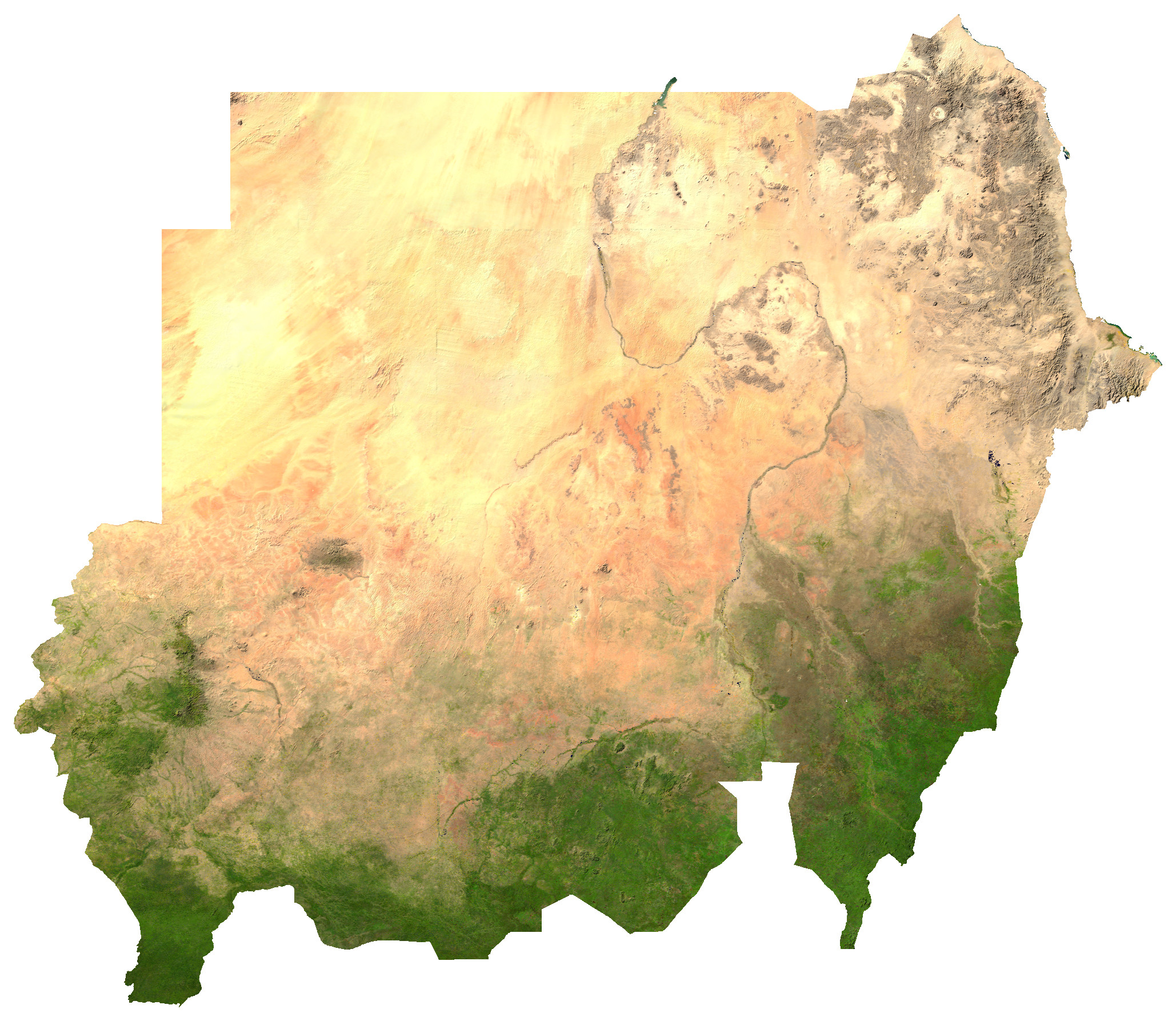
Снимок территории Судана со спутника

Большую часть территории Судана занимает плато (высоты 300—1000 метров), которое с юга на север пересекает долина реки Нил, образуемой слиянием Белого и Голубого Нила. В районе слияния находится столица страны, город Хартум. Все реки относятся к бассейну Нила.
На севере страны — Ливийская и Нубийская пустыни, почти лишённые растительности (в тех пустынях есть: сухие травы и злаки, редкие деревья, полупустыни и оазисы). В центре и на юге страны — саванны и редколесья. На востоке и западе — горы.
На юге климат субэкваториальный, на севере — жаркий пустынный. Основные экологические проблемы — эрозия почвы и опустынивание. Около 10 % территории занимают леса.
Из животных сохранились: антилопа орикс, газель, жираф, слон, леопард, лев, бегемот, страус, дрофы, марабу, цесарки, птица-секретарь, питон, крокодил, двоякодышащий протоптер, многопёр, сом, нильский окунь, тигровая рыба, термиты, муха цеце и др.
Имеющими исторические и этнические особенности и отличия крупными регионами страны являются Дарфур, Кордофан, Сеннар, Беджа.

## История

### Древность и Средние века

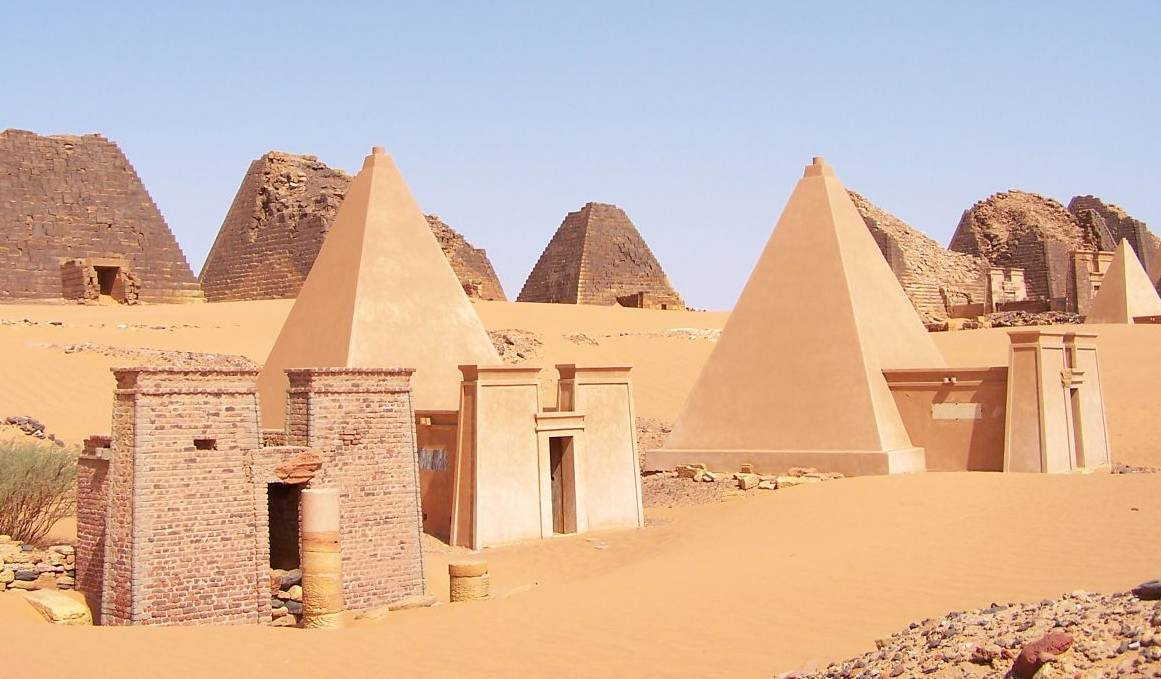
Нубийские пирамиды Мероэ

На территории Судана обнаружены находки неолитической хартумской культуры. В 4—3-м тысячелетии до н. э. на севере Судана возникает культура, близкая культуре Египта того времени. В древности значительную часть территории современного Судана (известную под названием Нубия) населяли семито-хамитские и кушитские племена, родственные древним египтянам. Со 2-го тысячелетия до н. э. сюда переселялись также негроиды с юга. На юге современной территории жили предки современных нилотов. Местные жители торговали с древним Египтом и подвергались грабительским набегам с его стороны. В начале 2-го тысячелетия до н. э. здесь возникает государство Керма, которое позже сменяется царством Куш.
В начале IV века н. э. большая часть территории вошла в Аксумское царство. На протяжении следующих столетий в регионе возникает несколько независимых королевств. Государство Нобатия со столицей в Пахорасе было образовано примерно в 400 году. Город Соба был столицей государства Алва (Алодия) с IV по XVI век. Самое могущественное из независимых королевств христианское государство Мукурра, основанное в VI веке н. э., просуществовало почти 900 лет, пока в XIV веке его не захватили египетские мамлюки. Другое государство Алоа (Алва) было завоевано около 1500 года народом фундж.
В XVI—XVIII веках на территории нынешнего Судана существовали независимые государства с развитым сельским хозяйством, ремёслами и торговлей. Важнейшие из них — султанат Сеннар и султанат Дарфур. Однако к середине XVIII века они распались на отдельные феодальные княжества и независимые кочевые племена.

### XIX век
В 1819—1822 годах Египет захватил большую часть территории Судана. В соответствии с фирманом Высокой Порты в 1841 году управление этими административными единицами, названными «Египетский Судан», было передано вице-королю Египта, таким образом Судан вошёл в состав Османской империи, но фактически стал владением Египта.

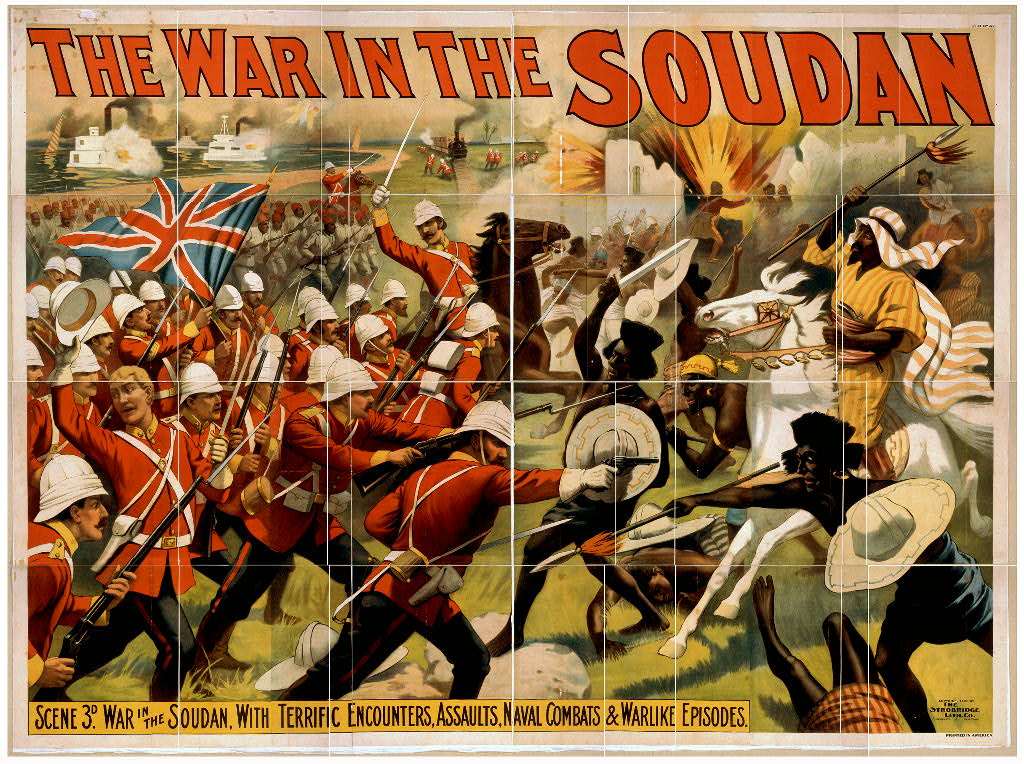
Восстание махдистов

Во второй половине XIX века в Судане усилилось влияние Великобритании. Жестокая эксплуатация и национальное угнетение (в сочетании с традиционалистской реакцией) привели к возникновению мощного народного движения протеста с религиозно-реакционной направленностью. Религиозный лидер Мухаммад ибн Абдуллах, провозгласил себя в 1881 году «Махди» (мессией) и попытался объединить племена западного и центрального Судана против османцев. Восстание завершилось взятием Хартума в 1885 году и изгнанием из страны европейских, турецких и египетских чиновников. Мехмед Эмин-паша (Эдуард Шнитцер 1840—1892 г.) — губернатор области Судан и русский исследователь Африки Василий Юнкер (1840—1892 г.) при помощи экспедиции под руководством Генри Мортона Стенли покинули регион. Предводитель восстания вскоре умер, но созданное им деспотическое государство, возглавляемое Абдаллахом ибн аль-Саидом, продержалось ещё полтора десятка лет, и лишь в 1898 году восстание было подавлено англо-египетскими войсками.
19 января 1899 года Великобритания и Египет подписали соглашение об установлении совместного управления в Судане (англо-египетский кондоминиум). Чиновниками высшего звена стали англичане, а среднего — египтяне. Фактически Судан был превращён в колонию Великобритании.

### XX век

Англо-Египетский Судан (до 1955)

После окончания Первой мировой войны британские колонизаторы взяли курс на превращение Судана в страну-производителя хлопка. В Судане начала формироваться национальная буржуазия.
Британская администрация для укрепления своей власти, в частности, поощряла антиисламские и антиарабские настроения населения суданского юга, придерживающегося традиционных верований и исповедующих христианство.
В 1921 году офицер 9-го суданского батальона, сын раба из племени динка Али Абд аль-Латиф создал первую политическую организацию — «Суданское общество объединённых племён», которая требовала предоставления независимости. Она выпустила манифест, призывавший суданцев к вооружённому восстанию.
В ходе Второй мировой войны, в июне 1940 года, итальянская армия, действовавшая с территории Абиссинии, заняла часть территории Судана, но уже в 1941 году итальянцы были вынуждены уйти, а Судан стал важной базой британских ВС в Африке. Воинские части, набранные из местного населения, участвовали в боевых действиях в Эритрее, Египте, Ливии, Тунисе.
Участие в войне имело положительные последствия для Судана — рост национальной промышленности, активизация политической жизни, появление политических партий, профсоюзов, усиление стремлений к независимости.
15 октября 1951 года парламент Египта утвердил закон о расторжении англо-египетского договора 1936 года и англо-египетского соглашения 1899 года, египетский король Фарук был провозглашён королём Египта и Судана.
Египет после Июльской революции 1952 года признал право суданского народа на самоопределение. В ноябре 1953 года состоялись выборы в парламент Судана, в 1954 году создано правительство переходного периода самоуправления. В августе 1955 года суданский парламент принял решение об окончательном прекращении действия кондоминиума, и в том же году английские и египетские войска были выведены из Судана.
1 января 1956 года Судан был провозглашён независимым государством.

### XXI век
Границы Судана в колониальный период были проведены искусственно и не учитывали этноконфессиональных различий, что привело к практически непрерывной гражданской войне. В 2011 году раздираемая конфликтами страна распалась на две части, между которыми отношения остаются крайне напряжёнными, вплоть до вооружённых конфликтов, ввиду территориальных и экономических споров.
Мирные переговоры между повстанцами Юга и правительством в 2003—2004 годах дали ощутимые результаты, но вооружённые столкновения в ряде южных районов продолжались. В январе 2005 года стороны договорились, что Южный Судан будет пользоваться автономией в течение 6 лет, после чего вопрос о независимости этой территории будет вынесен на референдум, а доходы от добычи нефти в течение этого периода поровну делятся между правительством и повстанцами. В июле 2005 года бывший лидер повстанцев Джон Гаранг вступил в должность вице-президента Судана. Места в парламенте и правительстве были разделены между представителями Севера и Юга — как правящих партий, так и оппозиции.

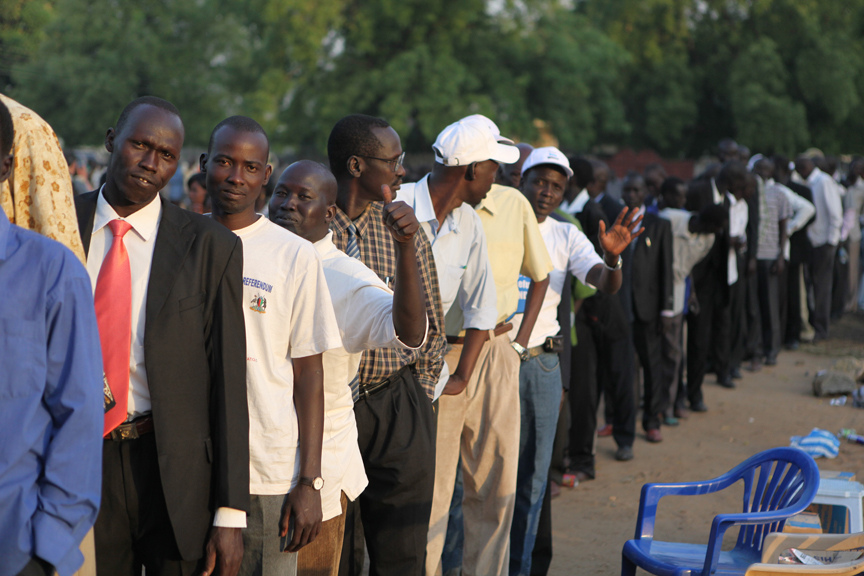
Референдум о независимости Южного Судана 9—15 января 2011 года.

Помимо Южного Судана, который после референдума в 2011 году стал независимым государством, политика центральных властей по исламизации и арабизации вызвала повстанческие и сепаратистские движения и в других имеющих исторические и этнические особенности регионах страны — Дарфуре, Кордофане, Бедже. В Дарфуре противостояние доходило до масштабных боёв и резни в ходе разгоревшегося с 2003 года конфликта, а на востоке до 2006 года политико-вооружённое противостояние оказывал так называемый «Восточный фронт народа беджа».
11—15 апреля 2010 года в Судане прошли всеобщие выборы. По результатам выборов правящая партия Национальный конгресс и президент Омар Башир сохранили власть.
9—16 января 2011 года состоялся референдум по вопросу создания независимого государства на юге Судана, его предварительные результаты были обнародованы 30 января. По результатам референдума подавляющее большинство жителей Южного Судана проголосовали за независимость.
9 июля Южный Судан провозгласил независимость. Судан стал первым государством, признавшим новое 193-е государство мира. 11 июля Совет Безопасности ООН принял решение завершить миротворческую миссию в Судане.
В мае 2011 года, ещё до отделения Южного Судана, начался и продолжался до августа вооружённый конфликт с ним в спорной зоне Южного Кордофана.
В марте—апреле 2012 года вооружённый конфликт между Южным Суданом и Суданом произошёл в Хеглиге.
В декабре 2018 года из-за ухудшения экономической ситуации в стране начались массовые протестные выступления. За декабрь 2018 года — январь 2019 года количество погибших составило более 30 человек.
11 апреля 2019 в Судане произошёл военный переворот, в результате которого был отстранён от руководства и помещен под арест президент Судана Омар Башир. Действие конституции 2005 года было прекращено, в течение трёх месяцев на территории Судана действовало чрезвычайное положение. Были созданы органы власти — Переходный военный совет Судана и, позднее заменивший его, Суверенный совет Судана, которые управляли страной до назначения нового президента.
По состоянию на сентябрь 2020 году в Судане погибло свыше 100 человек в результате разрушительных наводнений.
15 апреля 2023 года в Судане произошла очередная попытка военного переворота, переросшая в кровопролитную гражданскую войну. По оценке ООН на апрель 2025 года, к этому моменту война в Судане уже унесла не менее 150 тысяч жизней и вынудила 12 миллионов жителей Судана покинуть свои дома. В начале 2024 года ООН сообщала, что в Судане около 700 тысяч детей страдают от острого недоедания.

## Административное деление

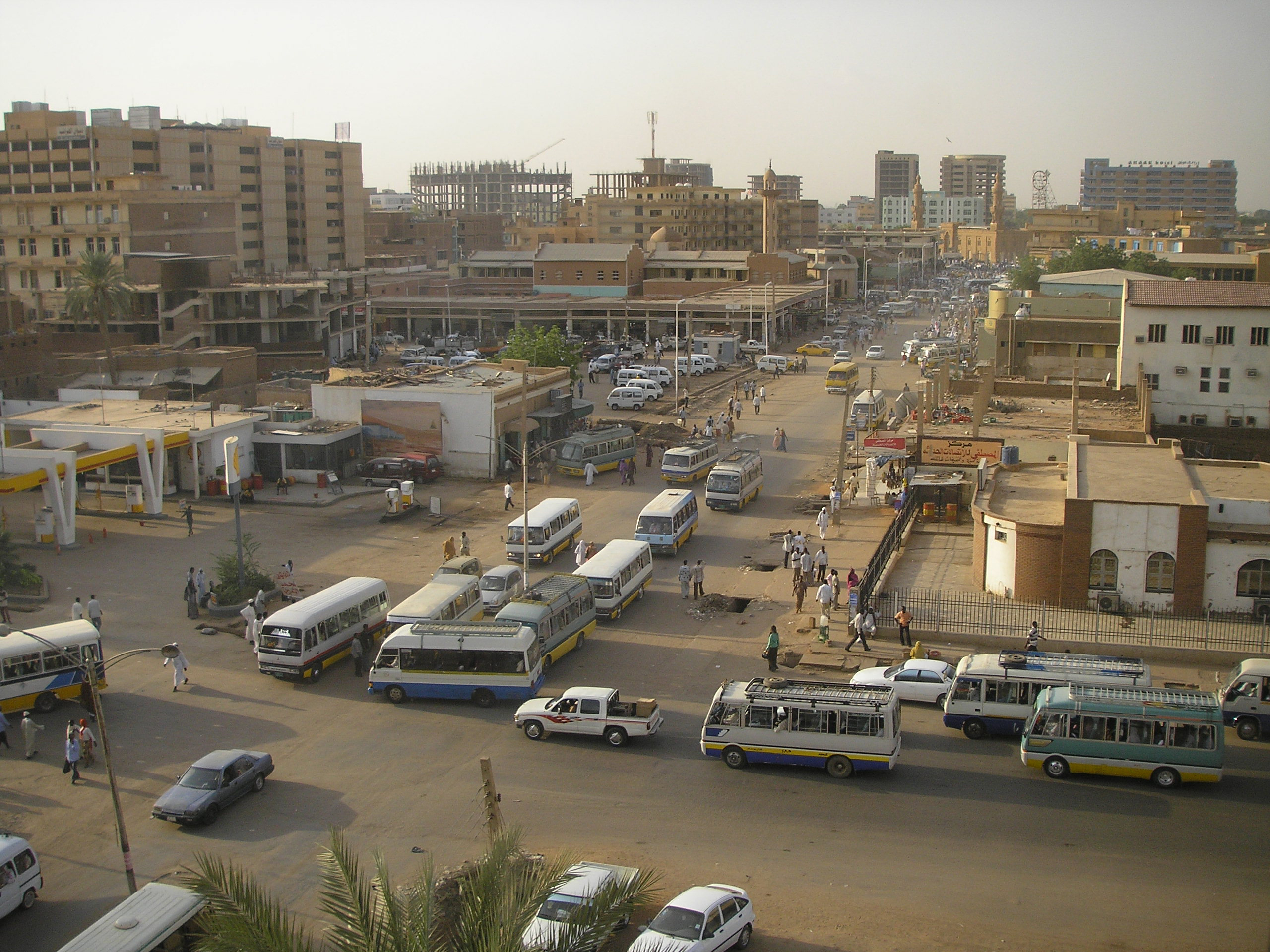
Хартум

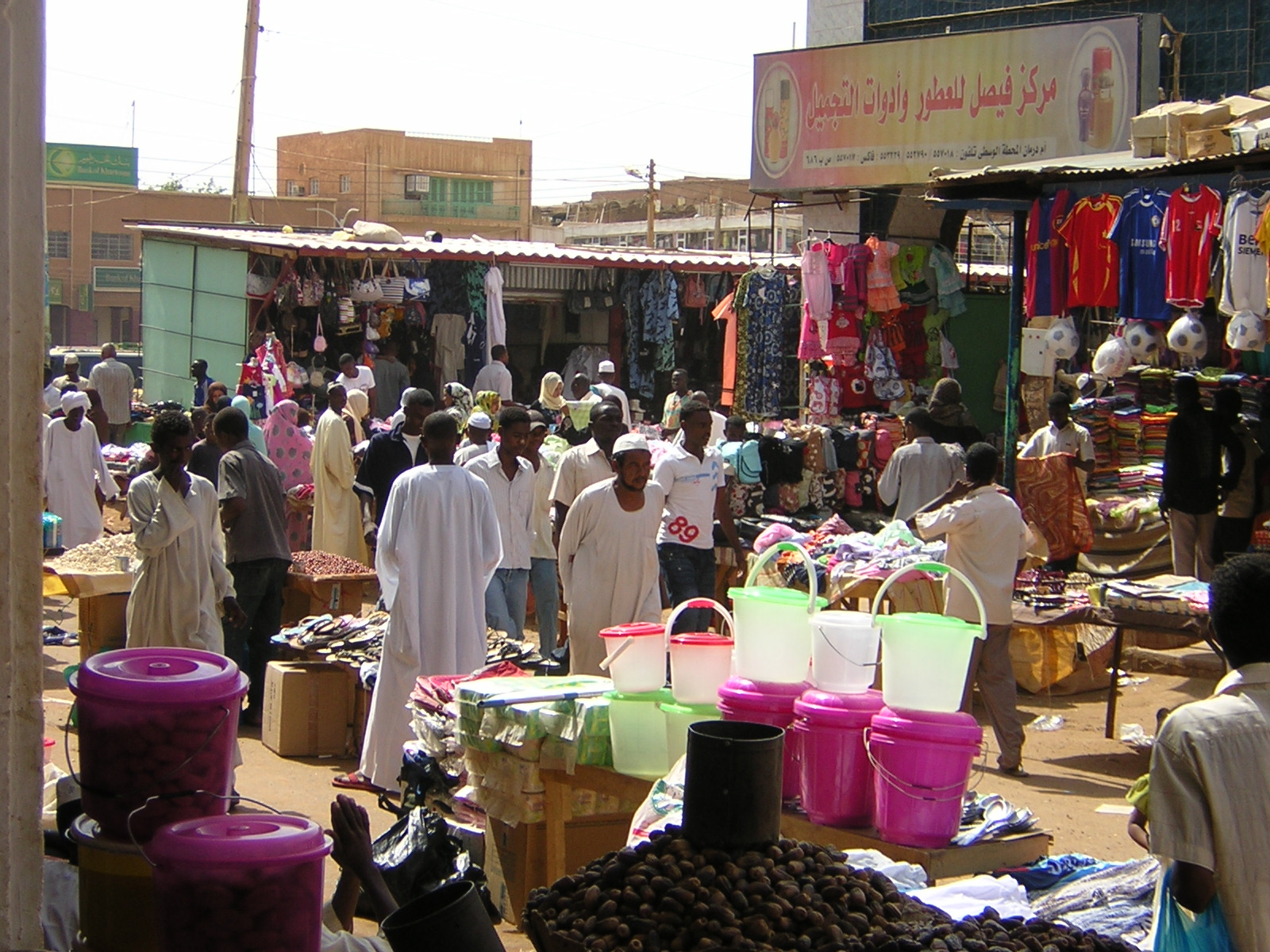
Омдурман

В административном отношении Судан делится на 18 провинций (вилаятов), иногда называемых также штатами:
- Белый Нил
- Восточный Дарфур
- Гедареф
- Голубой Нил
- Западный Дарфур
- Западный Кордофан (восстановлен в 2013 году)
- Кассала
- Красное Море
- Нил
- Северная провинция
- Северный Дарфур
- Северный Кордофан
- Сеннар
- Центральный Дарфур
- Хартум
- Эль-Гезира («Острова»)
- Южный Дарфур
- Южный Кордофан

## Население

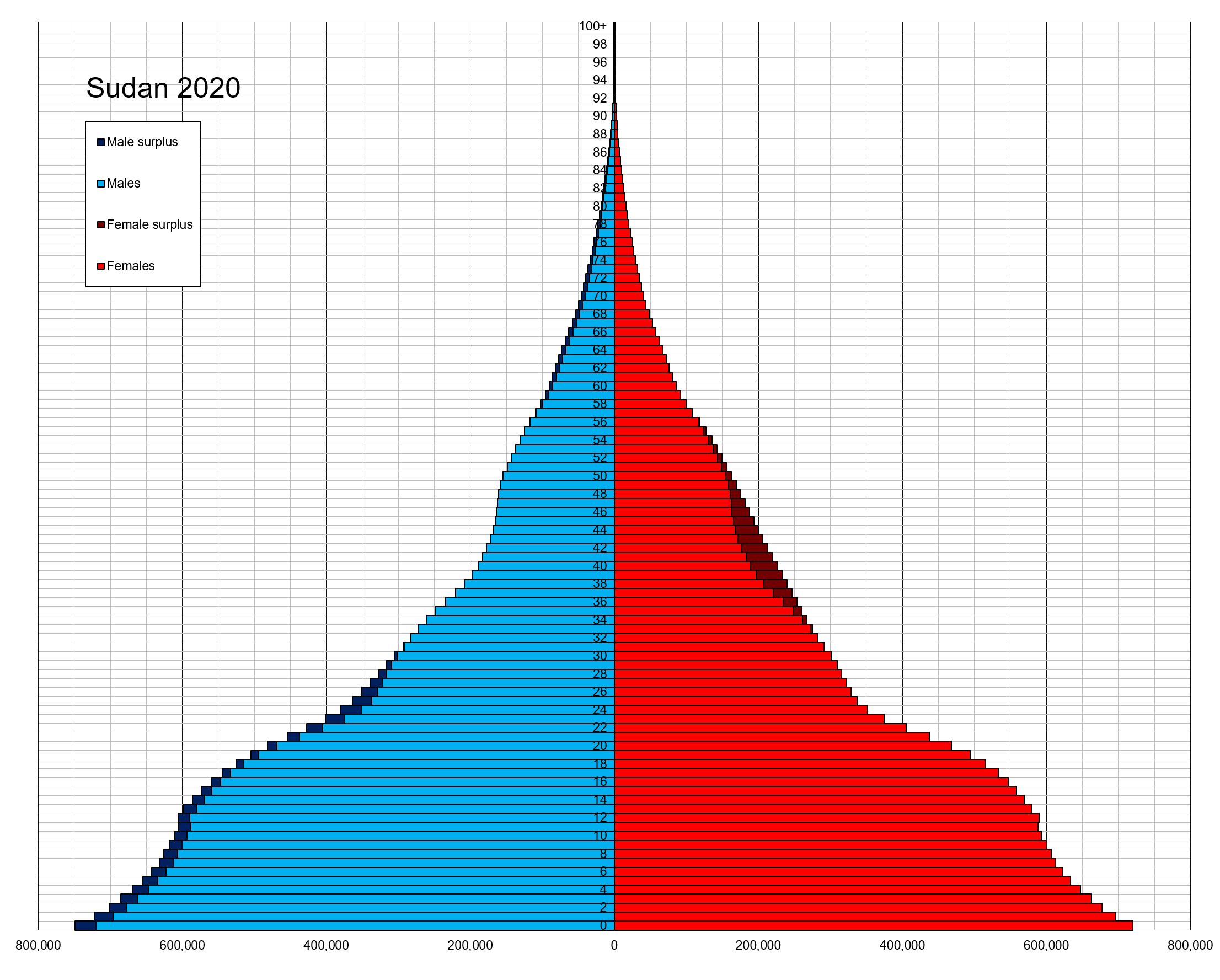
Возрастно-половая пирамида населения Судана на 2020 год

По оценке на июль 2015 года, население Судана составляло 40 234 882 человека; на июль 2010 года — 30,89 млн человек (не включая Южный Судан).
Годовой прирост находится на уровне 2,15 %. Суммарный коэффициент рождаемости — около 4,4 рождений на женщину. Младенческая смертность — 78 на 1000. Средняя продолжительность жизни составляет 54,2 года у мужчин, 56,7 лет у женщин.
Городское население — 43 %. Уровень грамотности составляет 71 % среди мужчин и 50 % среди женщин (по оценке 2003 года). Арабы составляют 70 % населения, беджа (кушиты) — 6 %. Наиболее распространённые языки — арабский, нилотские языки, нубийский, беджа. Официальными языками являются арабский и английский.
Большинство населения Северного Судана исповедует ислам суннитского толка (95 %), христианство — 1 %, аборигенные культы — 4 %.

## Государственное устройство
Республика. Действует временная конституция 2005 года. Глава государства — президент, а правительство с 2017 года вновь возглавляет премьер-министр.
Парламент двухпалатный — Совет провинций (50 мест, избирается органами управления провинций на 6-летний срок) и Национальная ассамблея (450 мест, в 2005 году были назначены президентом — заполнено 360 мест: 355 от президентской партии Национальный конгресс и 5 беспартийных).
11—15 апреля 2010 года прошли президентские и парламентские выборы. Победителем президентских выборов объявлен Омар Хасан аль-Башир (68,24 %). По итогам парламентских выборов больше всего голосов набрала партия Национальный конгресс Судана.
С 2020 года у власти находится Переходный временный военный совет; по договоренности между военным руководством страны и гражданским обществом, в 2023 г. должен быть избран гражданский премьер-министр, после чего вводится двухлетний переходный период, который завершится всеобщими выборами.

## Вооружённые силы
Военная организация Республики Судан, предназначенная для защиты свободы, независимости и территориальной целостности государства, состоит из сухопутных войск, военно-морских сил, воздушных сил и сил народной обороны.

## Экономика
Основные доходы стране приносит сельское хозяйство, а также добыча нефти, которая выросла с 2 тыс. баррелей в день (1993 год) до 49 тыс. баррелей в день (2009 год). В 1999 году пущен нефтепровод из Хеглига (Южный Кордофан) и Юнити (Южный Судан) в Порт-Хартум. Промышленность развита слабо.
До второй половины 2008 года экономика Судана быстро росла (рост ВВП более 10 % в 2006 и 2007 годах) — благодаря увеличению добычи нефти (при высоких ценах на нефть) и крупным иностранным инвестициям. Судан начал экспортировать нефть с конца 1999 года.
С 2011 года наращивается добыча золота, в 2013 году добыто около 24 тонн.
Сельское хозяйство остаётся значительным сектором экономики Судана — 80 % работающих и почти треть ВВП.
ВВП на душу населения в 2009 году — 2,3 тыс. долл. (181-е место в мире). Ниже уровня бедности — 40 % населения (в 2004 году). Уровень безработицы — 19,6 % (в 2017 году). Инфляция — 17,6 % (в 2016 году).
Промышленность — добыча и переработка нефти, обработка хлопка, текстиль, обработка сельхозпродукции, обувь, сборка автомобилей. С 2011 года, после обретения Южным Суданом независимости, в стране снизилась добыча нефти (большая часть месторождений была расположена на юге государства). Сейчас Судан покрывает за счет экспорта через свою территорию южносуданской нефти внешнюю задолженность Южного Судана.

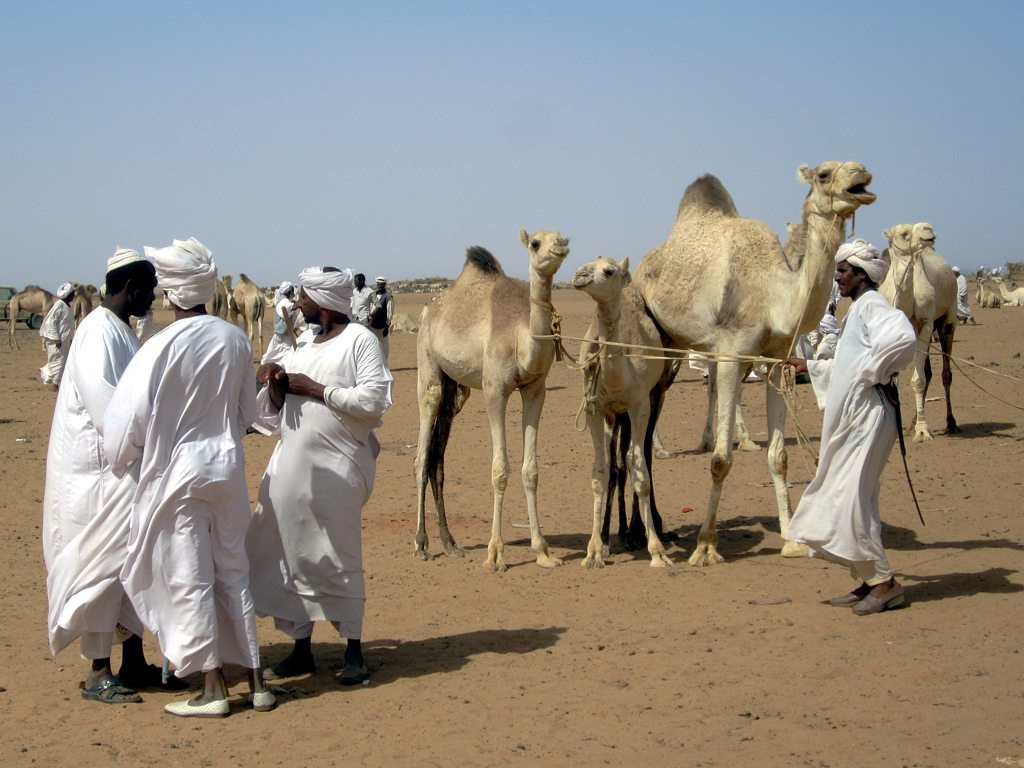
Рынок верблюдов

Сельское хозяйство — хлопок, арахис, сорго, просо, пшеница, гуммиарабик, сахарный тростник, кассава (тапиока), манго, папайя, бананы, сладкий картофель; разводятся овцы, коровы, козы; рыболовство.

### Внешняя торговля
Экспорт — 4,67 млрд долл. (в 2017 году) — Золото (32 %), живой скот (19 %), сырая нефть (15 %), масличные культуры (9,8 %) и другие сельхозпродукты и сельхозсырьё (сорго, гуммиарабик, хлопок-сырец, арахис и т. п.).
Основные покупатели — ОАЭ 37 %, КНР 13 %, Саудовская Аравия 13 %, Индия 9,1 %, Египет 8,5 %.
Импорт — 9,87 млрд долл. (в 2017 году) — машины и оборудование (16,5 %), продовольствие (главным образом пшеница — 9,9 %), транспортные средства (9,7 %), химические товары, включая лекарства (8,7 %), нефтепродукты (7,3 %), а также текстиль, металлы и прокат, изделия из древесины и бумаги, потребительские товары.
Основные поставщики — КНР 24 %, ОАЭ 9,9 %, Индия 8,5 %, Саудовская Аравия 6,5 %, Россия 6,5 %.
Входит в международную организацию стран АКТ.
Внешний долг — 53,35 млрд долл. (2017 г) — 63 место в мире.
С января 2007 года в Судане введена новая валюта — суданский фунт (вместо суданского динара — 100 динаров = 1 фунт).

## Транспорт

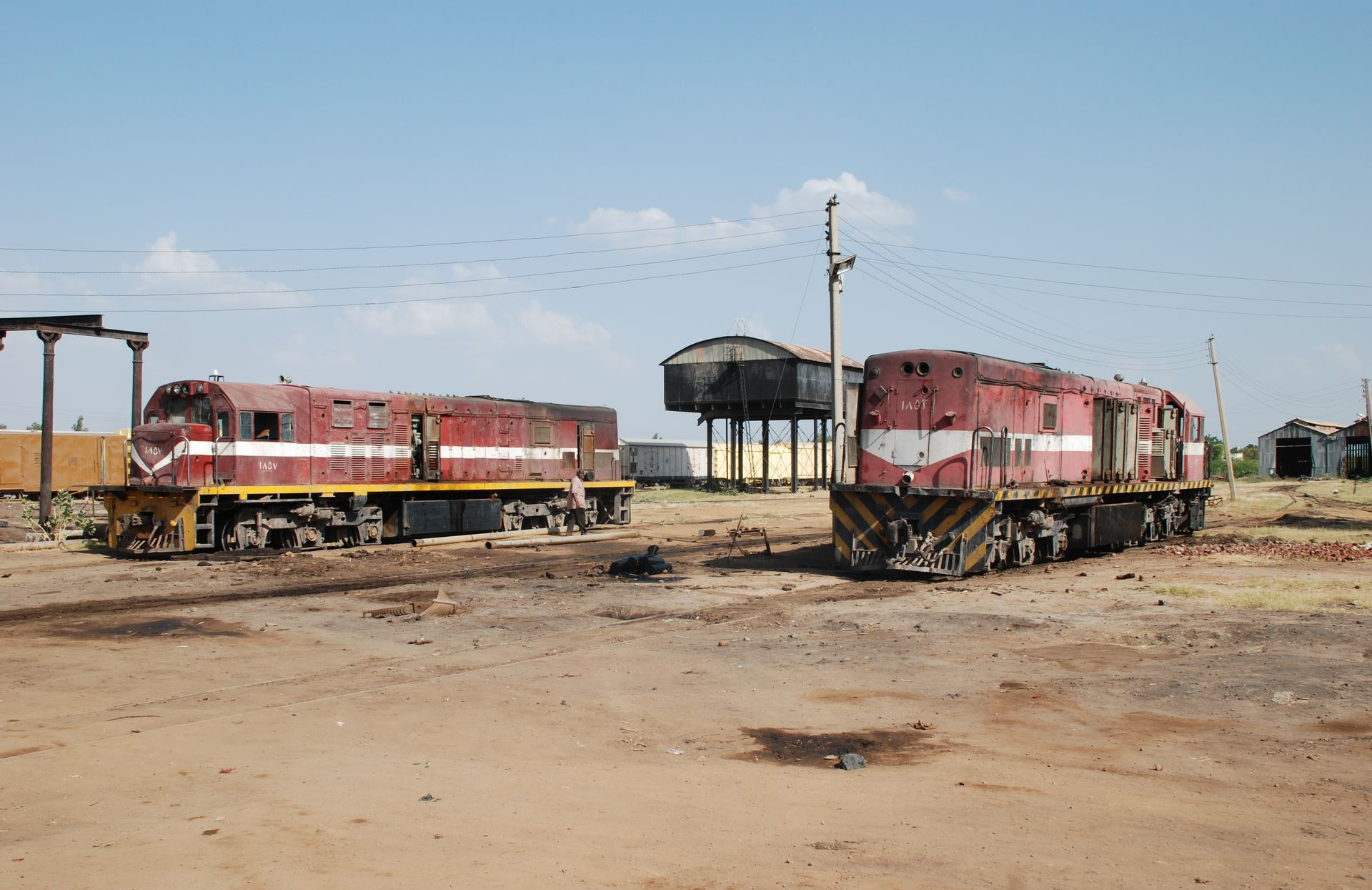
Тепловозы в Судане

Через Судан проходят два трансафриканских автомобильных маршрута:
- с севера на юг  шоссе Каир-Кейптаун
- с запада на восток  шоссе Нджамена-Джибути, переходящее на западе в Транссахельское шоссе .

Характерной особенностью автомобильных дорог является то, что большая их часть не имеет твёрдого покрытия и поэтому непроходима в сезон дождей. Протяжённость асфальтированных автодорог — 4,6 тыс. км. Развиты традиционные виды транспорта — вьючная перевозка грузов, переноска грузов носильщиками.
Длина железнодорожной сети — 4,7 тыс. км. (см. Железнодорожный транспорт в Судане). Крупнейший морской порт — Порт-Судан.
Судоходство на реке Нил осуществляется на протяжении 3,7 тыс. км. Авиаперевозки — через международный аэропорт в Хартуме.

## СМИ
Ведущие периодические печатные издания страны (ежедневные газеты):
- «Аль-Айям» («Дни»), с 1954 года, в г. Хартум, на арабском языке;
- «Ас-Сахафа» («Печать»), в г. Хартум, на арабском языке;
- «Sudan Vision» («Образ Судана»), в г. Хартум, на английском языке.

Радиовещание осуществляется на арабском, английском и французском языках, на языке суахили. Вещание осуществляет Суданская национальная радиокорпорация с 1940 года.
Трансляцию телепрограмм осуществляет Суданская национальная вещательная корпорация с 1962 года. Телепередачи транслируются на Хартум и его пригороды преимущественно на арабском языке.
Национальное информационное агентство — Sudan News Agency (SUNA), основано в 1971 году, используемые языки: английский, французский, арабский.
Действуют также официально запрещённые радиостанции вооруженных оппозиционных группировок.

## Конфликт в Дарфуре

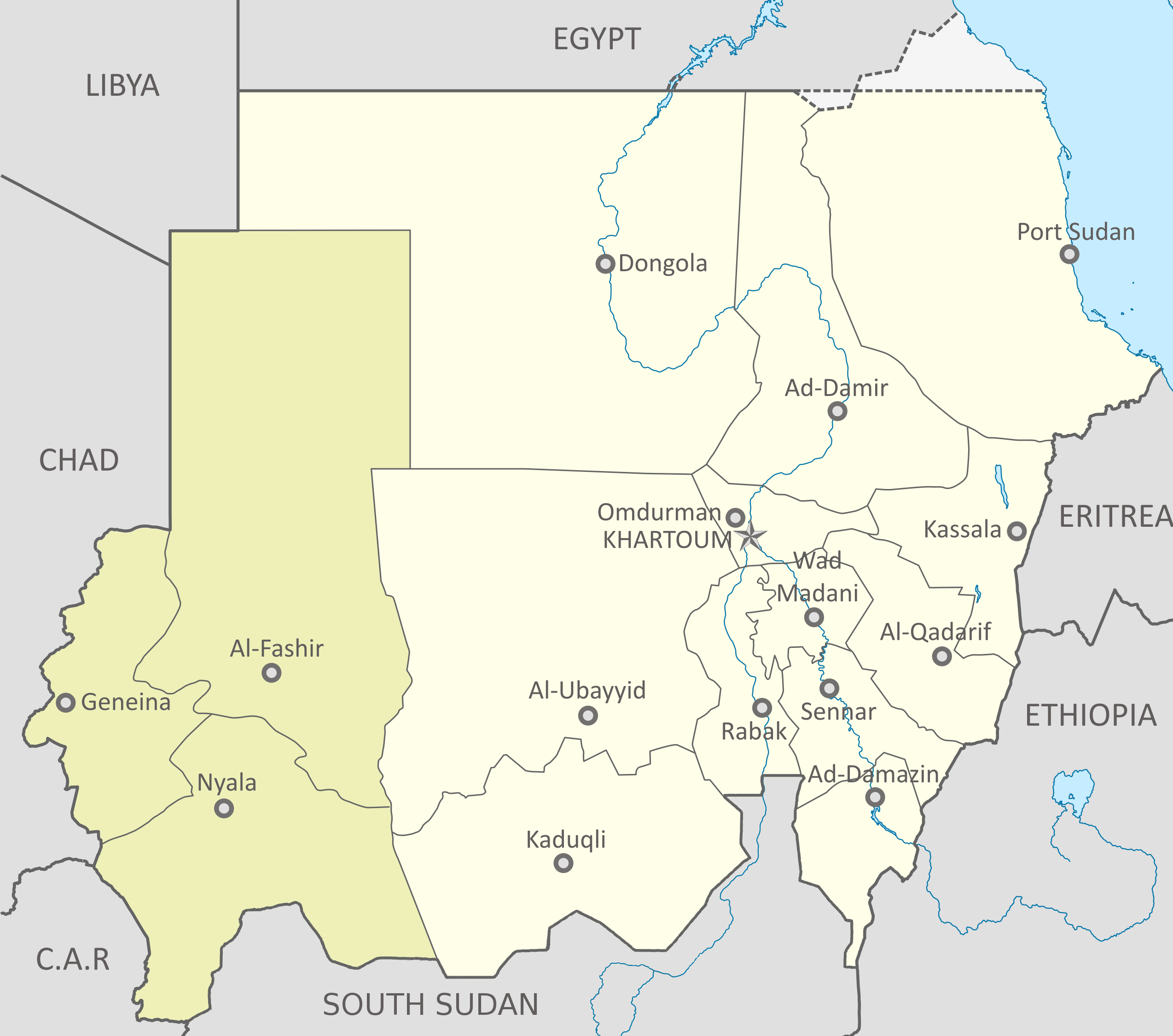
Дарфур (три провинции) на карте Судана

Регион Дарфур населяют представители различных народностей, которые в принципе можно объединить в две группы — чернокожие африканцы и арабские племена. И те, и другие исповедуют ислам, однако отношения между двумя этническими группами на протяжении многих веков отличались напряжённостью и приводили к регулярным вооружённым столкновениям. Вплоть до XX века Дарфур представлял собой центр работорговли, причём чернокожие и арабские работорговцы соперничали друг с другом при осуществлении набегов для захвата рабов и последующей перепродажи в прибрежные районы Африки. Этнические группы конфликтовали между собой и в отношении ограниченных земельных и водных ресурсов. В конце XX века пустыня стала поглощать ранее пригодные к обитанию земли, заселенные арабами-кочевниками, и те стали мигрировать на юг, что привело к обострению межэтнических отношений.
Поводом к современному конфликту стало соглашение между Хартумом и повстанцами Юга о разделе доходов от добычи нефти. Чернокожее население Дарфура считает, что в соглашении не были учтены их экономические интересы.
В 2003 году против правительства Судана выступили две военизированные группировки: «Фронт освобождения Дарфура», позднее переименованное в Суданское освободительное движение (SLM/СОД), и «Движение за справедливость и равенство» (JEM). СОД состояло в основном из народностей фур, загава и масалитов.
Под предлогом борьбы с повстанцами, правительство Судана задействовало организованное из местных арабоязычных кочевников ополчение «Джанджавид», бойцы которого проводят регулярные карательные рейды против африканского гражданского населения. Отряды «Джанджавид» поддерживаются регулярной армией: известно, например, о многочисленных фактах бомбардировки мирного населения с использованием самолётов и вертолётов ВВС Судана.
Из-за геноцида местного негроидного населения (народности фур) арабскими вооружёнными отрядами Дарфур оказался в состоянии гуманитарной катастрофы и чрезвычайной ситуации с 2003 года.
В июле 2010 года должен был пройти референдум о будущем региона. Жителям предстояло ответить на вопрос хотят ли они, чтобы Дарфур состоял из трёх отдельных провинций или составлял один автономный регион Дарфур со своей конституцией и правительством.

## Территориальные споры с соседними государствами

### Треугольник Халаиба
Между Суданом и Египтом идёт спор по поводу принадлежности т. н. «треугольника Халаиба». В 1899 году Великобритания и Египет объявили Судан своим кондоминиумом. Северная граница страны была установлена по 22-й параллели, город Халаиб формально отошёл к Египту. В 1902 году Англия в одностороннем порядке изменила границу, передав «треугольник» Судану. 12 ноября 1955 года Судан получил независимость. В 1958 году Египет захватил район Халаиба. Затем «треугольник» отдали в пользование Судана. В 1992 году Судан вызвал крайнее недовольство Египта, отдав побережье «треугольника» в концессию канадской нефтяной компании International Petroleum Corporation. В 1993—1994 годах произошли вооружённые столкновения на границе Египта и Судана. В 1995 году Египет направил в регион войска и взял под свой контроль все спорные земли, за исключением города Халаиба. В 2000 году Судан вывел войска из Халаиба, земли оказались полностью под египетским контролем. В августе 2002 года президент Судана Омар аль-Башир сообщил прессе, что направил в Совет Безопасности ООН обращение о пересмотре принадлежности земель, поскольку «треугольник Халаиба» является суданской территорией.

### Район Абьей
В 2004 году району был предоставлен «особый административный статус» согласно Протоколу по урегулированию конфликта Абьей (Абьейский протокол) в рамках Всеобъемлющего мирного соглашения (CPA), которым завершилась Вторая гражданская война в Судане. Административным центром района Абьей является город Абьей. Территория оспаривается Южным Суданом, но контролируется Северным правительством.

### Район Кафия-Кинги
По состоянию на январь 1956 года данная территория была частью Бахр-эль-Газаля и лишь в 1960 году была передана в состав Дарфура. Именно в границах на 1 января 1956 года правительство Республики Судан признало 9 (8) июля 2011 года новое государство Южный Судан. При этом, в соответствии с Найвашским соглашением, речь идёт не об административной границе того времени, а о разграничительной линии между Севером и Югом, существовавшей на момент получения Суданом независимости 1 января 1956 года. Известно, что эта линия как минимум в одном месте (в районе Абьей) не совпадает с границей 1956 года между северными и южными провинциями. Какая из административных границ (1956 или 1960 года) в своей западной части соответствует разграничительной линии неизвестно: США признают границу 1956 года (на картах ЦРУ рассматриваемая территория обозначается как часть Южного Судана). Россия лишь признаёт тот факт, что границы провинций на момент разделения страны (1960 года) по большей части соответствуют разграничительной линии 1956 года, при этом МИД России и Росреестр сведениями о точном прохождении разграничительной линии 1956 года в том районе не располагают и рассматривают существующую границу как временную до окончания переговоров.